# Asociación Alemana de Hispanistas

La Asociación Alemana de Hispanistas (AAH) (en alemán: Deutscher Hispanistenverband, abreviado DHV) es una organización de hispanistas con sede en Fráncfort del Meno. Fue fundada en 1977 por una treintena de personas. Reúne a los hispanistas germanoparlantes de diversas universidades y centros superiores de enseñanza. Sus principales objetivos son la cooperación interdisciplinaria y científica en la hispanística y las relaciones internacionales. Actualmente la asociación es parte de la Arbeitsgemeinschaft romanistischer Fachverbände, creada en 2005.
Cada dos años organiza congresos en distintas ciudades alemanas.